# المشرف (الرضمة)

تعديل مصدري - تعديل

المشرف هي إحدى قرى عزلة عجيب بمديرية الرضمة التابعة لمحافظة إب، بلغ تعداد سكانها 399 نسمة حسب تعداد اليمن لعام 2004.